# フェリクス水道
フェリクス水道（フェリクスすいどう、ラテン語: Aqua felix）は、イタリア ローマにある、中世ルネサンス時代にローマ教皇シクストゥス5世により造られた水道。教皇の本名フェリックス・ペレッティ（ラテン語: Felix Peretti）に因んで名付けられた。日本語訳としてフェリーチェ水道と表記されることもある。

## 概要
カシリーナ街道沿いの水源パンターノ・ボルゲーゼ（Pantano Borghese）から約24km離れたローマに水を供給していた。水源から13kmは地下を、その後ローマ・ヴェッキアで地上に出てアレクサンドリナ水道、クラウディア水道、マルキア水道の遺構の水道橋（連続アーチ橋）を改築再利用してローマに達し、終端点のクイリナーレの丘のフェリクス水道の泉（モーゼの噴水）まで繋がっていた。
建築家ドメニコ・フォンターナとジョバンニ・フォンターナの設計で造られたフェリクス水道により、6世紀までにローマ水道が破壊されたため水を得ることが難しくなっていた、主に修道院が建てられていたローマ南東部の丘陵地区に再び水を供給することが可能となった。1589年10月には教皇シクストゥス5世の私邸であったVilla Montaltoに給水が開始され、その後1589年には少なくとも27の泉に水が供給されるようになった。

## 碑文
フェリクス水道の泉の碑文と日本語意訳。
SIXTUS V PONT MAX PICENUS / AQUAM EX AGRO COLUMNAE / VIA PRAENEST SINISTRORSUM / MULTAR COLLECTIONE VENARUM / DUCTU SINUOSO A RECEPTACULO / MIL XX A CAPITE XXI ADDUXIT / FELICEMQ DE NOMINE ANTE PONT DIXIT
ピケヌム出身のシクストゥス5世 / この水道をColumnaeから引く / プラエネスト街道の左にある / 幾つかの水源から / 曲がりくねった水管を造り / 水源池から20マイル、泉源からなら21マイルの距離である / 教皇名を得る前の名フェリクスに因んで名付けられる